# Palaver
Palaver est un film belge fantastique de 1969, réalisé par Émile Degelin.

## Fiche technique
Le cinéaste Paul Verhoeven est le cadreur de ce film.

## Distribution
- Umberto Bettencourt
- Christie Dermie
- Marion Hänsel : la fille du village
- Jean Kabuta
- Arlette La Haye : la fille blanche
- Grégoire Mulimbi
- Jacques Mulongo

## Tournage
- La langue parlée dans le film est presque exclusivement le swahili, bien qu'on y parle aussi néerlandais, français, anglais, allemand et latin.
- Ce film est le premier film flamand en couleurs subventionné par le ministère de la Culture néerlandaise de la Belgique unitaire.

## Distinctions
Le film a été présenté à la Quinzaine des réalisateurs, en sélection parallèle du festival de Cannes 1970.
Il a également été présenté au Festival international du film de Moscou en 1969.
Le film a été sélectionné pour le meilleur film en langue étrangère aux 42e Oscars, mais n'a pas été accepté.